# هارمونی جهان
هارمونی جهان (لاتین: Harmonices Mundi) کتابی به زبان لاتین اثر یوهانس کپلر است که نخستین بار در سال ۱۶۱۹ میلادی به چاپ رسیده‌است. کپلر همچنین در این کتاب مفهوم هارمونی و هم‌نهشتی را به صورت هندسی در ریاضیات، موسیقی، اختربینی، و اخترشناسی مطالعه می‌کند و فواصل مطبوع موسیقی را با شکل دایره متناظر می‌داند. برای مثل به باور کپلر علت اینکه فاصله‌هایی با نسبت ۳:۵ مطبوعند و فاصله‌هایی با نسبت ۳:۷ نامطبوع این است که پنج‌ضلعی را می‌توان را با خط‌کش و پرگار رسم کرد ولی هفت‌ضلعی را نمی‌توان. در فصل پایانی این کتاب قوانین کپلر مطرح می‌شوند.